# سوزوکی (ماهی)
سوزوکی (به ژاپنی: スズキ Suzuki) (نام علمی:  Lateolabrax japonicus) به یکی از انواع سوف‌ماهی‌سانان گفته می‌شود. این نوع ماهی در آشپزی ژاپنی مصرف می‌شود و یکی از انواع سوشی است. سوزوکی ماهی بزرگی است که بیشتر در سواحل دریا یا رودخانه‌ها زندگی می‌کند به علت خوراکی بودن صید آن بین ماهیگیران محبوبیت دارد. برخی به اشتباه بنا به ظاهر آن را ماهی گرانقیمتی می‌دانند اما در واقع در مقایسه با دیگر ماهیان قیمت آن ارزان است. طول آن از ۱ متر بیشتر است و پهن و لاغر و دراز است. فک پایین ماهی از فک بالایی بیشتر بیرون زده‌است. از استان هوکایدو تا کیوشو در ژاپن تا نواحی شرق و جنوب سواحل کره یافت می‌شود.